# Sault-lès-Rethel

Sault-lès-Rethel este o comună în departamentul Ardennes din nordul Franței. În 1 ianuarie 2022 avea o populație de 1.932 de locuitori.